# Gunther Dahinten
Gunther Dahinten (* 1943 in Freiburg im Breisgau) ist ein deutscher Journalist, Autor, Maler, Fotograf und Schauspieler.

## Leben
Gunther Dahinten wuchs in Biberach an der Riß auf und machte dort 1962 das Abitur am neu benannten Wieland-Gymnasium Biberach, zu dessen Schulchronik, erschienen im Oktober 2014, er auch beitrug.
Er war 34 Jahre lang lokaler Redaktionsleiter bei der Schwäbischen Zeitung für den Landkreis Biberach (Kürzel: dah) und wurde im März 2002 gemeinsam mit Kreisschreiber Roland Reck (Chefredakteur und Herausgeber des Magazins Blix) angeblich wegen einer kritischen Berichterstattung über Landrat Peter Schneider gekündigt. Dahinten war nicht eingeschritten, als Reck ständig über Missstände im das damals unter der Leitung von Schneider stehende Landratsamt des Landkreises Biberach berichtete. Seine gute Reputation wie auch Leserproteste konnten den erzwungenen Eintritt in den Vorruhestand Dahintens nicht verhindern.
Künstlerisch ist Gunther Dahinten seither in mehreren Bereichen aktiv. Neben Fotografie und Malerei hält er Lesungen, übernahm kleiner Filmrollen und ist Mitglied des Biberacher Kabarett-Ensembles Der Springende Punkt.
Unter anderem ist er Mitglied der Wieland Gesellschaft Biberach und des Kunstvereins Biberach. Er ist weiterhin Chefredakteur des WGaktuell, eines mehrmals jährlich erscheinenden Mitteilungsblattes des Wieland-Gymnasiums Biberach.

## Publikationen
- Unterwegs. Gunther Dahinten fotografiert im Landkreis Biberach. Bildband mit Texten von Wolfgang Brenneisen, Biberacher Verlagsdruckerei, Biberach 1999, ISBN 978-3-924489-99-1
- mit Johannes Riedel, Thomas Kapitel: Profile Oberschwaben. Biberacher Verlagsdruckerei, Biberach 2004, ISBN 978-3-933614-18-6
- mit Johannes Riedel, Johann Melzner: Profile Ravensburg. Biberacher Verlagsdruckerei, Biberach 2008, ISBN 978-3-933614-40-7
- Biberach. Ein malerischer Spaziergang durch die Stadt. Biberacher Verlagsdruckerei, Biberach 2010, ISBN 978-3-933614-64-3
- mit Weiteren: Kino, Film und Fernsehen in Biberach. Hrsg. von Uwe Degreif, Museum Biberach, Biberach 2012, ISBN 978-3-9814511-3-9
- Biberach lacht und schafft. Geschichten und Impressionen. Hrsg. von Peter Zwey, Verlag Gerhard Hess, Bad Schussenried 2013, ISBN 978-3-87336-453-0
- Biberach. Eine Stadt in Oberschwaben. Biberacher Verlagsdruckerei, Biberach 2016, ISBN 978-3-943391-87-9

## Filmografie
- 2003: Es wird etwas geschehen (Nebenrolle; Kurzspielfilm; Regie: Roland Gießer)
- 2012–2014: Das Problem des Schnellstfluges (Nebenrolle; Kurzfilm; Regie: Philipp Käßbohrer)

## Ausstellungen
- 2009: kleine Werkschau, Anna Haus, Wallfahrtsstätte Schemmerhofen[10]
- 2011: „Biberach – wie gemalt“, Kabinettausstellung, Museum Biberach[11]
- 2014/2015: „Alles Palette 80x120“, Ausstellungsteilnahme Mitgliederausstellung Kunstverein Biberach[12]
- 2017: „Licht Kunst Licht“, Ausstellungsteilnahme an der Jubiläumsausstellung 30 Jahre Kunstverein Biberach[13]